# Nexus 7 (2012)
Nexus 7 (2012) (кодовое имя: Grouper, версия c 3G: Tilapia) — планшетный компьютер на базе операционной системы Android, разработанный Google в сотрудничестве с Asus. Это первый планшет в серии Nexus. Позиционируется как развлекательное устройство с интеграцией Google Play, выступающим в качестве платформы для приобретения книг, фильмов, телевизионных программ, игр и музыки. Устройство оснащено 7-дюймовым IPS (180 мм) экраном с разрешением 1280x800, четырёхъядерным процессором Nvidia Tegra 3, работающим на частоте 1.3 GHz, а также двенадцатиядерным графическим чипом Nvidia GeForce, работающим на частоте 416 MHz, 1 ГБ оперативной памяти, а также 8, 16 или 32 ГБ внутренней памяти. Также у планшета имеется модуль 3G (не во всех версиях), модуль Wi-Fi c поддержкой 802.11 b/g/n стандартов, акселерометр, гироскоп, магнитометр, датчик освещённости, модуль NFC и передняя камера разрешением 1,2 мегапикселя. Аккумуляторная батарея выполнена по Литий-Ионному стандарту и имеет ёмкость в 4,325 mAh. Основные конкуренты, имеющие схожие спецификации и ценовые категории — iPad mini, Nook Tablet, Kindle Fire, Blackberry Playbook, Huawei MediaPad и Samsung Galaxy Tab 7.7, Acer Iconia Tab A110.
Nexus 7 получил положительные отзывы от критиков. Он оказался коммерчески успешным для Asus, которая продала 4,5-4,6 млн единиц данного планшета в 2012 году.
А вторая версия Nexus 7 была выпущена 30 июля 2013 года. Устройство оснащено 7.02" экраном с разрешением 1920x1200 (323 ppi), процессором Qualcomm Snapdragon S4 Pro с частотой 1.5ГГц, графическим процессором Adreno 320, работающим на частоте 400МГц, 2Гб оперативной памяти, а также 16 или 32 ГБ внутренней памяти. Также, у планшета имеется 4G LTE модуль (не во всех версиях).
Nexus 7 был представлен на конференции Google I/O 27 июня 2012 года, там же было объявлено, что продажи стартуют в середине июля. В тот же день устройство стало доступно для предварительной покупки в Google Play. В первые же дни начала продаж планшет пользовался высоким спросом — первую партию устройств раскупили за несколько дней.

## Разработка
В декабре 2011 года Эрик Шмидт, представитель совета директоров Google, в интервью итальянской газете подтвердил намерение компании выпустить планшет, который должен увеличить противостояние с Apple. В июне 2012 года в сеть попали характеристики нового устройства.
Проектирование Nexus 7 началось в январе 2012 года, после встречи руководителей Google и Asus на CES 2012. Дизайн устройства был основан на Asus Eee Pad MEMO ME370T. Массовое производство началось в мае.
Официально устройство было представлено на конференции Google I/O в Сан-Франциско 27 июня 2012 года. Компания отмечает, что планшет предназначен для потребления контента из Google Play, включая электронные книги, музыку, телевизионные передачи и видео.
В тот же день были представлены Nexus Q и Chromebox.

## Популярность
Nexus 7 может считаться референсным устройством для разработки мобильных ОС. Например, Марк Ша́ттлворт предложил ориентироваться на эту модель при оптимизации Ubuntu 13.04 для мобильных устройств.

## Проблемы
После обновления устройства до Android 5.0 («Lollipop») множество пользователей заявили о катастрофическом падении производительности и им стало попросту невозможно пользоваться. Некоторые проблемы были частично исправлены в обновлении 5.0.2. В марте 2015, Nexus 7 получил обновление до Android 5.1, которое должно было исправить проблемы с производительностью. Но по состоянию на апрель-июнь 2015 года многие пользователи заявляли, что проблемы не были исправлены, и устройство до сих пор не пригодно для использования.